# Žontuja
Žontuja je nenaseljeni otočić uz zapadnu obalu Istre, južno of Poreča.
Površina otoka je 1409 m2, a visina oko 3 metra.
U Državnom programu zaštite i korištenja malih, povremeno nastanjenih i nenastanjenih otoka i okolnog mora Ministarstva regionalnoga razvoja i fondova Europske unije, svrstana je pod "manje
nadmorske tvorbe (hridi različitog oblika i veličine)". Površine je 2.409m2. Pripada Gradu Poreču.

## Vanjske poveznice
|  | Zajednički poslužitelj ima još gradiva o temi Žontuja |